# Targa Florio 1927

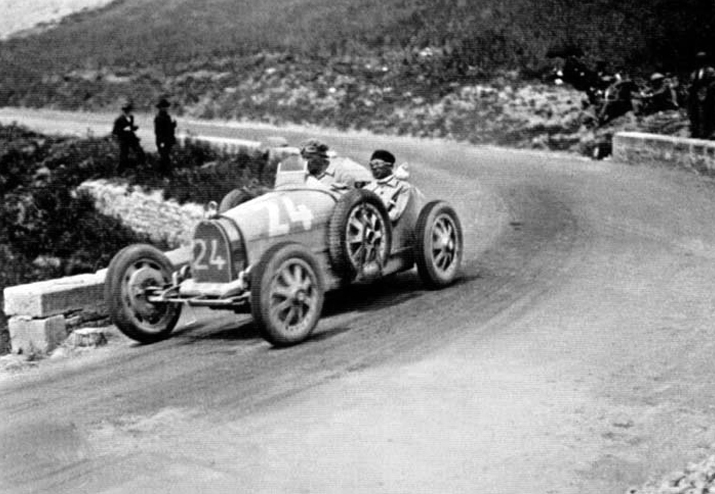
Rennsieger Emilio Materassi im Bugatti T35C

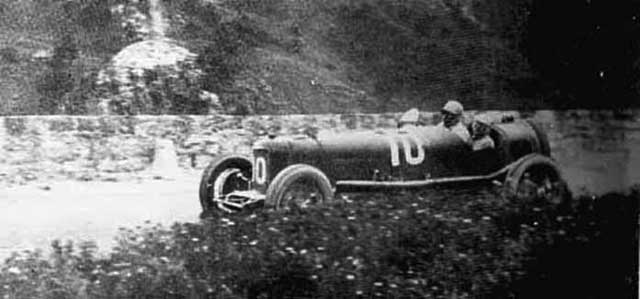
Ernesto Maserati im Tipo 26

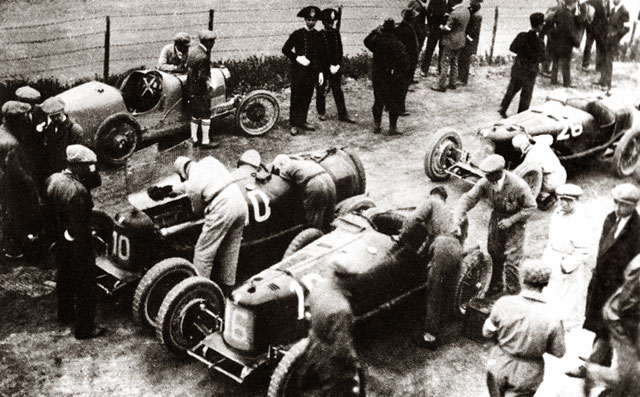
Die drei Werks-Maserati vor dem Start

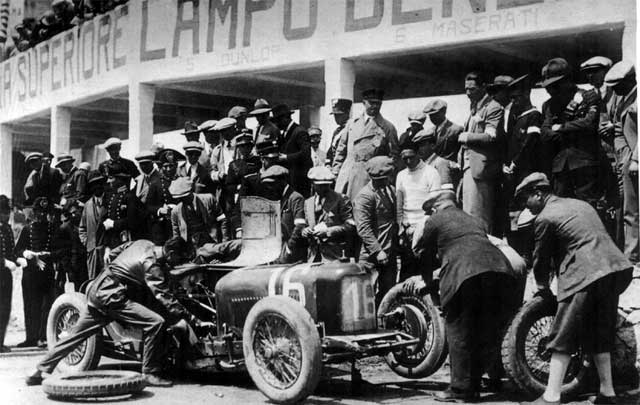
Aymo Maggi mit gebrochenem Maserati-Chassis an der Box, wo er das Rennen aufgeben musste

Die 18. Targa Florio, auch XVIII Targa Florio, war ein Straßenrennen auf Sizilien und fand am 24. April 1927 statt.

## Vorgeschichte
Mitte der 1920er-Jahre geriet die italienische Automobilindustrie in eine Krise. Viele Unternehmer der Pionierzeit des Automobils waren wieder vom Markt verschwunden und arrivierte Autobauer wie Alfa Romeo standen knapp vor dem finanziellen Ruin. Seit 1925 regierte Benito Mussolini das Land diktatorisch, der in den 1930er-Jahren die Fahrzeugindustrie teilweise verstaatlichte und im Falle von Fiat mit Steuermitteln großzügig unterstützte. Die finanzielle Schwäche der meisten Unternehmen wirkte sich auch auf den Rennwagenbau aus. Gegen die Konkurrenz aus Frankreich, Deutschland und England waren die technisch veralteten Straßenfahrzeuge in Rückstand geraten. Auch im Rennwagenbau war der Aufholbedarf inzwischen groß. Dieser Umstand hatte sich schon 1925 und 1926 auf die Targa Florio ausgewirkt, die in diesen beiden Jahren von Bugatti dominiert wurde.
Trotz der vielen Straßenrennen dieser Zeit hatte die Targa Florio in den 1920er-Jahren ein Alleinstellungsmerkmal. Das lag vor allem an der Popularität von Rennfahrern wie Felice Nazzaro und Giulio Masetti (der bei der Targa Florio 1926 tödlich verunglückte) und der Teilnahme ausländischer Rennteams, die dem Rennen internationale Bedeutung gaben. Das änderte sich ab 1927 mit der Etablierung der Mille Miglia in Oberitalien. Dort war die Targa Florio weit weniger populär als im Süden Italiens und galt als Rennen des armen Siziliens.

## Das Rennen

### Teams, Hersteller und Fahrer
Diese Umfeld bescherte Vincenzo Florio und seinem Organisationsteam eine Meldeliste ohne große Überraschungen. Weder Alfa Romeo noch Fiat beteiligte sich mit Werkswagen an seiner Veranstaltung. Im Gegenteil: Nachdem Fiat-Testfahrer Cesare Pastore im März auf einem 509M die Straße im Renntempo befahren hatte, sprach er von indiskutablen Zuständen auf dem Medio circuito delle Madonie, vor allem im Streckenabschnitt zwischen Polizzi Generosa und Collesano. Die Ankündigung Florios, sich um die Bereitstellung öffentlicher Mittel zur Fahrbahnsanierung zu kümmern, hatte wenig Erfolg. Fiat, Alfa Romeo und der spanische Hersteller Ricart, die im Vorfeld eine Teilnahme zugesagt hatten, blieben dem Rennen fern. Alfieri Maserati sorgte mit der Teilnahme seines Rennteams für die einzige Repräsentanz der italienischen Hersteller. Die drei Tipo 26 steuerten neben Alfieri, dessen Bruder Ernesto und Aymo Maggi, einer der Gründerväter der Mille Miglia.
Wieder am Start waren die Werkswagen von Ettore Bugatti unter der Führung des neuen Rennleiters Meo Costantini. Der Targa-Gesamtsieger der Jahre 1925 und 1926 hatte dieses Amt nach seinem Rücktritt vom aktiven Rennsport übernommen und meldete vier Type 35. Drei T 35 C für Emilio Materassi, Ferdinando Minoia und André Dubonnet sowie einen Bugatti Type 37 A für Caberto Conelli. Bei Peugeot reduzierte die Geschäftsleitung das Engagement auf einen 174S, der von André Boillot, dem Sieger der Targa Florio 1919, gefahren wurde. Die Tschecksolowakin Eliška Junková (Elisabeth Junek) war nach Maria Antonietta Avanzo die zweite Frau, die an der Targa teilnahm. Sein Targa-Florio-Debüt gab Luigi Fagioli.

### Der Rennverlauf
Schon nach der ersten der fünf zu fahrenden Runden ergab sich eine klare Favoritenstellung der Bugatti-Piloten, die den Rennsieg unter sich ausmachten. Die große Überraschung war Eliška Junková, die hinter Minoia, Dubonnet und Materassi an der vierten Stelle lag und damit schneller war als Conelli, Boillot im Peugeot und alle drei Maserati. Louis Charavel überlebte den 15-Meter-Sturz seines Bugatti T 35 A in eine Schlucht in der Nähe von Polizzi Generosa unverletzt. Junková kam am Ende der zweiten Runde auf dem Beifahrersitz von Saverio Candrillis Steyr VI zurück zu Start und Ziel. Eine gebrochene Lenksäule am Bugatti hatte einen Unfall ausgelöst, den auch sie unverletzt überstand.
An der Spitze hatte inzwischen Materassi die Führung übernommen. Zweiter war lange Zeit der Schweizer Mario Lepori in seinem privaten Bugatti, ehe ihn eine gebrochene Vorderradaufhängung in der vierten Runde aus dem Rennen riss. Der starke Regen, der am Ende des Rennens einsetzte, verhinderte Verschiebungen im Klassement, da die Fahrer ihr Tempo den immer schlechter werdenden Straßenverhältnissen anpassen mussten. Materassi siegte mit einem Vorsprung von fünf Minuten auf seinen Teamkollegen Conelli. Der Drittplatzierte Alfieri Maserati lag schon 25 Minuten zurück. Wie im Vorjahr gewann Baconin Borzacchini das Rennen der 1,1-Liter-Klasse.

## Ergebnisse

### Schlussklassement
| 1               | Kategorie III | 24 | Automobiles Ettore Bugatti | Emilio Materassi  | Bugatti T35C | 7:35:55,400 |
| 2               | Kategorie II  | 6  | Automobiles Ettore Bugatti | Caberto Conelli   | Bugatti T37A | 7:39:06,000 |
| 3               | Kategorie III | 26 | Officine Alfieri Maserati  | Alfieri Maserati  | Maserati 26B | 8:01:36,000 |
| 4               | Kategorie III | 36 | Automobiles Peugeot        | André Boillot     | Peugeot 174S | 8:27:35,000 |
| 5               | Kategorie III | 22 | Joaquín Palacio            | Joaquín Palacio   | Bugatti T35C | 8:33:52,200 |
| 6               | Kategorie III | 38 | Automobiles Ettore Bugatti | André Dubonnet    | Bugatti T35C | 8:37:59,600 |
| Nicht klassiert |               |    |                            |                   |              |             |
| 7               | Kategorie II  | 14 | Heinrich Eckert            | Heinrich Eckert   | Bugatti T37  | 9:15:00,000 |
| 8               | Kategorie II  | 8  | Salvatore Marano           | Salvatore Marano  | Fiat 501S    | 9:27:41,000 |
| Ausgefallen     |               |    |                            |                   |              |             |
| 9               | Kategorie III | 30 | Mario Lepori               | Mario Lepori      | Bugatti T35B |             |
| 10              | Kategorie II  | 16 | Officine Alfieri Maserati  | Aymo Maggi        | Maserati 26  |             |
| 11              | Kategorie III | 18 | Saverio Candrilli          | Saverio Candrilli | Steyr VI     |             |
| 12              | Kategorie II  | 10 | Officine Alfieri Maserati  | Ernesto Maserati  | Maserati 26  |             |
| 13              | Kategorie II  | 20 | Renato Balestrero          | Renato Balestrero | Bugatti T35C |             |
| 14              | Kategorie III | 34 | Eliška Junková             | Eliška Junková    | Bugatti T35B |             |
| 15              | Kategorie III | 32 | Automobiles Ettore Bugatti | Ferdinando Minoia | Bugatti T35C |             |
| 16              | Kategorie III | 28 | Nicolò Valdes              | Nicolò Valdes     | Diatto 20    |             |
| 17              | Kategorie II  | 4  | Louis Charavel             | Louis Charavel    | Bugatti T37A |             |
| 18              | Kategorie II  | 12 | Antonino Caliri            | Antonino Caliri   | Bugatti T37  |             |
| Nicht gestartet |               |    |                            |                   |              |             |
| 19              | Kategorie I   | 2  | Innocenzo Ciri             | Innocenzo Ciri    | Bugatti T37  | 1           |

1 nicht gestartet

### Schlussklassement Kategorie I
| 1 (20)      | Kategorie I | 44 | Baconin Borzacchini | Baconin Borzacchini | Salmson | 4:59:03,000 |
| 2 (21)      | Kategorie I | 42 | Luigi Fagioli       | Luigi Fagioli       | Salmson | 5:10:36,600 |
| 3 (22)      | Kategorie I | 40 | Ignazio Zubiaga     | Ignazio Zubiaga     | BNC     | 6:12:58,000 |
| Ausgefallen |             |    |                     |                     |         |             |
| 4 (23)      | Kategorie I | 46 | Francesco Starrabba | Francesco Starrabba | Amilcar |             |

### Nur in der Meldeliste
Hier finden sich Teams, Fahrer und Fahrzeuge, die ursprünglich für das Rennen gemeldet waren, aber nicht daran teilnahmen.
| Pos. | Klasse      | Nr. | Team       | Fahrer     | Chassis |
| ---- | ----------- | --- | ---------- | ---------- | ------- |
| 24   | Kategorie I | 48  | Ezio Rollo | Ezio Rollo | Salmson |

### Klassensieger
| Klasse        | Fahrer           | Fahrzeug       | Platzierung im Gesamtklassement |
| ------------- | ---------------- | -------------- | ------------------------------- |
| Kategorie II  | Caberto Conelli  | Bugatti T 37 A | Rang 2                          |
| Kategorie III | Emilio Materassi | Bugatti T 35 C | Gesamtsieg                      |

### Klassensieger Kategorie I
| Klasse      | Fahrer              | Fahrzeug | Platzierung im Gesamtklassement |
| ----------- | ------------------- | -------- | ------------------------------- |
| Kategorie I | Baconin Borzacchini | Salmson  | Klassensieg                     |

### Renndaten
- Gemeldet: 24
- Gestartet: 22
- Gewertet: 11
- Rennklassen: 3
- Zuschauer: unbekannt
- Wetter am Renntag: kühl, Regen am Rennende
- Streckenlänge: 108,000 km
- Fahrzeit des Siegerteams: 7:35:55,400 Stunden
- Gesamtrunden des Siegerteams: 5
- Gesamtdistanz des Siegerteams: 540,000 km
- Siegerschnitt: 71,064 km/h
- Schnellste Trainingszeit: keine
- Schnellste Rennrunde: Emilio Materassi – Bugatti T35C (#24) – 1:25:48,100 = 75,524 km/h
- Rennserie: zählte zu keiner Rennserie